# Federico Sanseverino
Federico Sanseverino (auch Federico di Sanseverino oder Federigo Sanseverino; * um 1462 in Neapel; † 7. August 1516 in Rom) war ein italienischer Kardinal der Römischen Kirche.

## Leben

Wappen des Hauses Sanseverino

### Herkunft und Jugend
Er entstammte der Adelsfamilie der Grafen von Calazzo und war der Sohn des Grafen Roberto di Sanseverino d’Aragona Visconti, General der päpstlichen Armee, und dessen zweiter Frau Elisabetta da Montefeltro. Aus derselben Familie stammten die Kardinäle Guglielmo Sanseverino, Antonio Sanseverino, Lucio Sanseverino und Stanislao Sanseverino. Federico Sanseverino wurde Kleriker in Mailand und Apostolischer Protonotar. Es wird berichtet, dass er ein leidenschaftlicher Jäger gewesen sein soll.

### Bischöfliche Ämter
Am 5. November 1481 wurde er Administrator des Bistums Maillezais, diese Position hatte er bis 1508 inne, ein Nachfolger wurde indes erst 1511 ernannt. 1505 wurde er Administrator von Novara, was er bis 1511 blieb.
Im Gegensatz zu seinem Vater, der in venezianischen Diensten stand, versöhnte Federico Sanseverino sich mit den Sforza, die zu jener Zeit Mailand beherrschten, in Person des Herzogs Ludovico Sforza (genannt il Moro).

### Kardinal
Im Konsistorium vom 9. März 1489, dem einzigen dieses Papstes, nahm Innozenz VIII. ihn als Kardinaldiakon in das Kardinalskollegium auf, dies wurde jedoch nicht publiziert, da Federico Sanseverino noch zu jung war. Als der Papst drei Jahre später starb, war diese Ernennung immer noch nicht öffentlich bekannt gemacht wurden. Auf Betreiben von Kardinal Ascanio Sforza wurde dies während der Sedisvakanz am 26. Juli 1492 nachgeholt, Federico Sanseverino erhielt nun San Teodoro als Titeldiakonie. Er nahm am Konklave 1492 teil, aus dem Alexander VI. als Papst hervorging. Im November 1494 wurde er in Siena Legat zu König Karl VIII. von Frankreich, kehrte jedoch sehr bald nach Rom zurück. Dies erweckte das Misstrauen des Papstes, der ihn am 9. Dezember 1494 in den Vatikan einbestellte. Kardinal Federico Sanseverino nahm am Konsistorium des folgenden Tages teil und wurde zusammen mit Kardinal Bernardino Lunati verhaftet, um die Rebellen von Ostia abzuschrecken. Sein Gefängnis war im Obergeschoss des Apostolischen Palastes. Am 19. Dezember wurde er freigelassen und ging wieder als Legat zu König Karl von Frankreich, den er am 31. Dezember desselben Jahres nach Rom begleitete. Am 27. Mai 1495 durfte er den Papst nach Orvieto begleiten und kehrte mit ihm am 27. Juni desselben Jahres nach Rom zurück.
Federico Sanseverino war Teilnehmer des ersten Konklave von 1503, das Papst Pius III. wählte. Auch am kurz darauf erfolgenden zweiten Konklave von 1503, das Julius II. zum Papst erwählte, nahm er teil. Er entschied sich am 1. Mai 1510 für die Titeldiakonie Sant’Angelo in Pescheria, wobei er San Teodoro bis zum 17. Mai 1511 in commendam behielt. Er schloss sich der Opposition gegen Julius II. an, welcher ihm im Juni 1510 Haft in der Engelsburg androhte. Federico Sanseverino unterzeichnete das Dokument vom 16. Mai 1511, mit dem auf Betreiben Ludwigs XII. von Frankreich ein Konzil zu Pisa einberufen wurde. Im Oktober 1510 suchten er und vier weitere Kardinäle Zuflucht im Lager der Franzosen, Federico Sanseverino ging nach Mailand. Im Konsistorium vom 24. Oktober 1511 drohte ihm Julius II. mit der Exkommunikation, falls er sich nicht dem Papst unterwerfen würde. So nahm Federico Sanseverino nicht am Conciliabulum von Pisa teil, doch blieb er in Opposition zum Papst und wurde im Konsistorium vom 30. Januar 1512 seines Kardinalsamtes und aller Benefizien  enthoben.
Federico Sanseverino nahm am 11. April 1512 an der Schlacht von Ravenna teil, in der der französische Truppenführer Gaston de Foix getötet wurde. König Ludwig XII. von Frankreich hatte Kardinal Sanseverino nach einer Absetzung Julius’ II. zum Gouverneur des Kirchenstaates vorgesehen, doch der Papst starb kurz darauf. Am Konklave 1513 durfte Federico Sanseverino nicht teilnehmen, als dieses Papst Leo X. wählte. Kurz nach dessen Wahl wurde Sanseverino auf Geheiß des neugewählten Papstes in Florenz verhaftet, der Papst versprach ihm Vergebung, wenn er bereuen würde. Am 17. Juni 1513 verurteilte Sanseverino das Conciliabulum als schismatisch und unterwarf sich dem Papst. Diese Erklärung wurde im Verlauf des Fünften Laterankonzils verlesen. In einem geheimen Konsistorium, zu dem er am 27. Juni 1513 in Begleitung des Kardinals Bernardino López de Carvajal anreiste, verlas Federico Sanseverino abermals die Widerrufsormeln und erhielt Absolution durch den Papst, zudem wurde er wieder in das Kardinalskollegium aufgenommen und erhielt seine frühere Titeldiakonie Sant’Angelo in Pescheria zurück. Als Buße musste er einen Monat lang fasten. Nach und nach erhielt er alle seine vorigen Pfründen zurück. Ab Juni 1513 war er Kardinalprotodiakon. 1514 erhielt er wiederum San Teodoro als Titeldiakonie, nachdem Kardinal Matthäus Lang von Wellenburg zum Kardinaldiakon von Sant’Angelo in Pescheria bestellt worden war.
Am 25. Juni 1515 wurde Federico Sanseverino noch einmal vor den Papst gerufen, da es schien, dass einer seiner Bediensteten ein Mitglied der päpstlichen Garde getötet hätte. Er wurde verhaftet und in der Engelsburg inhaftiert, doch konnte er am nächsten Tag dem Papst den Fall im Konsistorium erklären und seine Unschuld beweisen. Im November 1515 entsandte der Papst ihn als Gesandten zu König Franz I. von Frankreich, der zu jener Zeit in Parma weilte. Der König empfing ihn am 10. Dezember desselben Jahres und am nächsten Tag zog er in die Stadt ein, gefolgt vom König.
Federico Sanseverino starb am 7. August 1516 und wurde in der Kirche Santa Maria in Aracoeli beigesetzt. Ein Grabmal wurde ihm nicht errichtet.